# Dmitrij Olegovič Jakovenko
Dmitrij Olegovič Jakovenko (in russo Дмитрий Олегович Яковенко?; Nižnevartovsk, 28 giugno 1983) è uno scacchista russo, Grande maestro, Campione europeo assoluto nel 2012.
Ha imparato a giocare a scacchi all'età di 3 anni ed è stato allenato da Aleksandr Nikitin, precedente allenatore di Kasparov. Nel 2001 ha vinto sia il Campionato Mondiale Under18 e il torneo di Saint-Vincent e nel 2004 ha deciso di diventare un giocatore professionista.
Nella lista FIDE di gennaio 2009 ha raggiunto il suo record personale con un punteggio Elo di 2760 punti, dato che l'ha collocato al 7º posto nella classifica mondiale e al secondo posto tra i giocatori russi.
Nel dicembre 2008 ha vinto ad Ėlista, a pari merito con Teymur Rəcəbov e Aleksandr Igorevič Griščuk, la 3ª tappa del FIDE Grand Prix 2008-2010.
Nel 2008 ha vinto l'oro individuale, come quinta scacchiera, alle Olimpiadi di Dresda.
Il 2012 può essere considerato l'anno in cui ha fatto registrare i migliori risultati, ha vinto il campionato europeo individuale e ancora l'oro individuale e l'argento di squadra alle Olimpiadi di Istanbul.

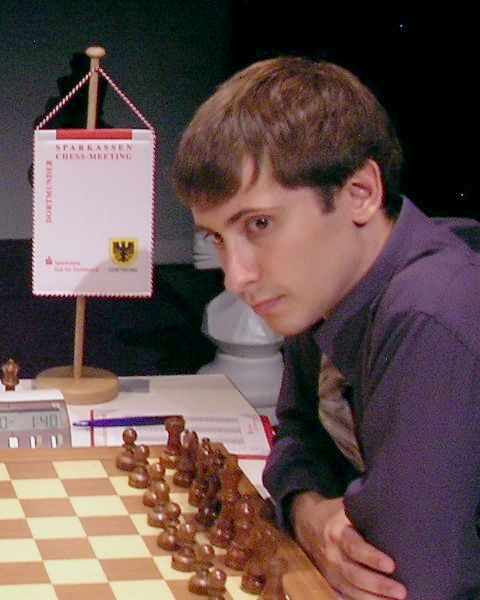
Dmitry Jakovenko (2009)

Nel maggio 2015 vince a Chanty-Mansijsk la 4ª tappa del FIDE Grand Prix 2014-2015 con 6,5 punti a pari merito con Hikaru Nakamura e Fabiano Caruana. In novembre a Reykjavík, da quinta scacchiera, vince con la Russia, il Campionato Europeo 2015 a squadre per nazioni .
Nel novembre 2017 vince a Palma di Maiorca la 4ª tappa del FIDE Grand Prix 2017 con 5,5 punti a pari merito con Lewon Aronyan.
| Torneo                             | Risultato |
| ---------------------------------- | --------- |
| Campionato mondiale Under-18, 2001 | 1º posto  |
| Saint-Vincent, 2001                | 1º posto  |
| Campionato Russo, 2006             | 2º posto  |
| Pamplona, 2006                     | 2º posto  |
| Corus B, Wijk Aan Zee, 2007        | 2º posto  |
| Open Aeroflot, 2007                | 2º posto  |
| Poikovsky-Karpov, 2007             | 1º posto  |
| Campionato Europeo, 2012           | 1º posto  |
| Coppa di Russia, 2016              | 1º posto  |
| Poikovsky-Karpov, 2018             | 1º posto  |
| Campionato Russo, 2018             | 2º posto  |
| Poikovsky-Karpov, 2019             | 2º posto  |